# Bathyra sagata
Bathyra sagata är en fjärilsart som beskrevs av Walker 1856. Bathyra sagata ingår i släktet Bathyra och familjen Pantheidae. Inga underarter finns listade i Catalogue of Life.